# قزل‌حصار (بسنی)
قزل‌حصار (به ترکی استانبولی: Kızılhisar) یک منطقهٔ مسکونی در ترکیه است که در بسنی واقع شده‌است.